# Kinaza receptora za lipoprotein niske gustine
Kinaza receptora za lipoprotein niske gustine (EC 2.7.11.29, ATP:lipoprotein niske gustine L-serin O-fosfotransferaza, LDL receptorska kinaza, (lipoprotein niske gustine) kinaza, kinaza lipoproteina niske gustine, receptorska kinaza lipoproteina niske gustine (fosforilacija), STK7) je enzim sa sistematskim imenom ATP:(receptor lipoproteina niske gustine)-L-serin O-fosfotransferaza. Ovaj enzim katalizuje sledeću hemijsku reakciju
ATP + [receptor lipoprotein niske gustine]--serin {\displaystyle \rightleftharpoons } ADP + [receptor lipoprotein niske gustine]-O-fosfo-L-serin
Ovaj enzim fosforiliše zadnji serinski ostatak (Ser-833) u citoplazmičnom domenu receptora lipoproteina niske gustine iz goveđeg adrenalnog korteksa.

## Literatura
- Nicholas C. Price; Lewis Stevens (1999). Fundamentals of Enzymology: The Cell and Molecular Biology of Catalytic Proteins (Third изд.). USA: Oxford University Press. ISBN 019850229X.
- Eric J. Toone (2006). Advances in Enzymology and Related Areas of Molecular Biology, Protein Evolution (Volume 75 изд.). Wiley-Interscience. ISBN 0471205036.
- Branden C; Tooze J. Introduction to Protein Structure. New York, NY: Garland Publishing. ISBN 0-8153-2305-0.
- Irwin H. Segel. Enzyme Kinetics: Behavior and Analysis of Rapid Equilibrium and Steady-State Enzyme Systems (Book 44 изд.). Wiley Classics Library. ISBN 0471303097.

## Spoljašnje veze
- Low-density-lipoprotein+receptor+kinase на 